# Marco Mastrofini
Marco Mastrofini (født 25. april 1763, død 3. marts 1845), var en italiensk abbed, filosof, og matematiker.

## Kalendere
Mastrofini havde en stor passion for kalendere. Han kunne ikke lide, at månedernes længder var så varierede, men det fandt han en løsning på. I 1834 kom han med et udspil til et kalendersystem, hvor året var inddelt i 4 kvartaler, alle med en længde af 91 dage. Kvartalernes første måned var altid 31 dage, alle andre måneder var 30 dage. Og da antallet af dage i et kvartal (91) er deleligt med 7, kunne et kvartal altså også inddeles i 13 lige lange uger, der ikke også blev delt imellem mere end 1 kvartal.
Da dette system kun ville give et 364 dages-år, der således er ude af trit med solåret, fandt Mastrofini på at der skulle være en ekstra dag på året, på dagen efter 30. december. Datoen skulle ikke være en bestemt ugedag, og skulle heller ikke knyttes til en bestemt uge, måned, eller et bestemt kvartal. Datoen skulle ikke bære navnet 31. december, men Verdensdag, og skulle betragtes som en helligdag.

## Indflydelse på andres kalendere
Verdenskalenderen, som Mastrofinis kalender senere blev døbt, gav også andre kalendertænkere mulighed for at give deres ideer en tur i offentlighedens lys. I 1887, 42 år efter Mastrofinis død, publicerede Auguste Comte sin kalender, Armelinkalenderen. Comte havde arbejdet på sin kalender siden 1849, men på trods af sine mange års arbejde, opnåede hans kalender ikke megen popularitet.

## Eksterne kilder og henvisninger
- Biografi (Webside ikke længere tilgængelig)  oversat til engelsk fra  Enciclopedia Universal Ilustrada, 1907-30.